# Sivadiere
Die Sivadiere war ein französisches Volumenmaß für Getreide in der Provence. Das Maß hing wesentlich von der Charge (nicht von der Charge als Ölmaß) ab, die in den Städten zum Beispiel um Marseille (= 7832,3 Pariser Kubikzoll) und in Arles (= 9320 Pariser Kubikzoll) unterschiedlich war.
- Marseille 1 Charge = 4 Émines = 32 Sivadieres
- 1 Sivadiere = 244,8 Pariser Kubikzoll = 4,82 Liter
- 8 Sivadieres = 1 Émine